# Paleoagave
Paleoagave je monotipski biljni rod iz porodice šparogovki smješten u tribus Agaveae, dio je potporodice saburovki. Jedina vrsta je sukulentna trajnica P. bracteosa, meksički endem. 
Jedan je od tri nova roda koja su 2024. izdvojena nakon najnovojih molekularnih studija iz roda Agave. Rod je opisan u Phytoneuron 2024-2: 7 (2024)

## Sinonimi
- Agave bracteosa S.Watson ex Engelm.; Gard. Chron. I. 776, f. 139 (1882)